# 千国街道

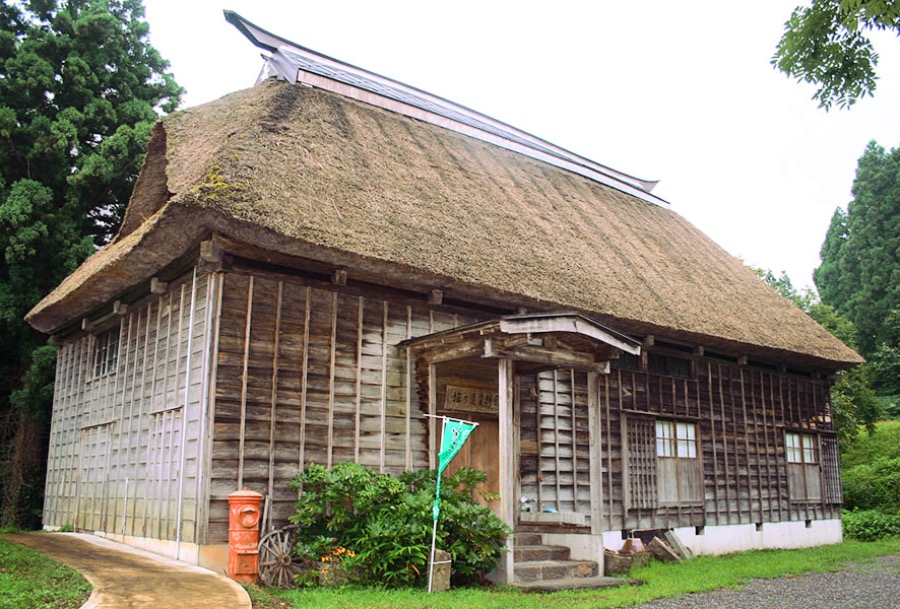
塩の道資料館（糸魚川市）

千国街道（ちくにかいどう）は、長野県松本市から新潟県糸魚川市に至る日本の街道。
街道名は宿場町の一つである千国宿（現小谷村）から採られた。街道沿いの地名を冠した糸魚川街道（いといがわかいどう）、安曇野街道（あづみのかいどう）、松本街道（まつもとかいどう）等の別名を持つ。

## 地理
現代の国道147号（松本市 - 大町市）及び接続する国道148号（大町市-糸魚川市）、大糸線（松本駅 - 糸魚川駅）と概ね並行するが、姫川の急峻な渓谷を回避するために、長野 - 新潟県境付近などでは谷沿いから離れ山岳に移行する区間も存在する。2002年3月19日には「松本街道」の名で国史跡に指定され、2007年7月26日に追加指定が行われている。

### 短絡路
千国街道により運ばれる塩は、事実上、糸魚川の問屋（6軒の信州問屋）の支配下にあり、品質や価格決定権などの面で信州側の不満のタネとなっていた。このため信州側の有力者らにより、糸魚川を経由しない短絡路の建設が模索され続けた。1880年には、千国街道の途中、大町から立山を越えて富山へ抜ける立山新道が開通。地域の悲願は達成されたものの、厳しい地形や気象条件もあり僅か2シーズンで営業が打ち切られて廃道となっている。実際に取り扱われる塩は糸魚川周辺の地塩よりも赤穂や備中などの瀬戸内海の塩を輸入したものが多かった。

## 歴史
信濃国・松本から越後国・糸魚川を結ぶ塩の道として、古代から利用・整備されてきた。
室町時代、文明15年2月3日付の穂高神社の文書「穂高社造営所役注文」には、「千国大道」と記されている、特に戦国時代の「敵に塩を送る」の故事となる塩の輸送路として重要視された。江戸時代の松本藩でも、北塩（糸魚川側の塩）の流通のみを認めたことから、荷役牛・馬（積雪期は歩荷のみ）による運搬を容易にするため、街道の線形の見直しや整備が続けられてきた。街道は、定期的な大名行列の通過がないため本陣こそ存在しないが、現在の小谷村側に千国番所が、糸魚川市側に山口関所などの機関が設置された。「南馬北牛」という俚言があり、ほぼ千国番所を境に南は馬、北は牛を使って荷物を輸送した。宝暦13年（1763年）幕府への牛馬稼ぎに関する報告には「糸魚川へは山路であるので牛で荷物を運んでいる。松本へは牛と馬とで往来している。馬は一疋で二疋以外には追ったことがない。牛はニ、三疋から五、六疋を追っている。糸魚川へは煙草、紙、油粕、大豆をつけ送り、戻りは塩などを買い調え、問屋送りの肴、塩を駄賃付をして帰っている。」とある。
明治時代に入ると、1888年（明治21年）には信越本線が直江津駅から長野駅まで延伸、1902年（明治35年）に長野駅側から篠ノ井線が松本駅まで開業し、鉄道による広域かつ大量輸送が可能になると街道の位置づけは低下した。また、1890年代には長野県による大規模な道路建設事業（七道開削）が始まり、千国街道の改修も対象になると要所要所で新道の建設、切り替えが進み、旧道となった区間は急速に廃れていった。さらに20世紀後半になると、旧道区間の文化的な価値が見直されるとともに、トレッキングコースとしての利用も行われるようになり、再び脚光を浴びるようになっている。
2010年代には、毎年5月2日毎に糸魚川市で「糸魚川塩の道・起点祭り」が、5月3日から5日にかけて小谷村・白馬村・大町市で「塩の道祭り」が開催されている。

## 宿場

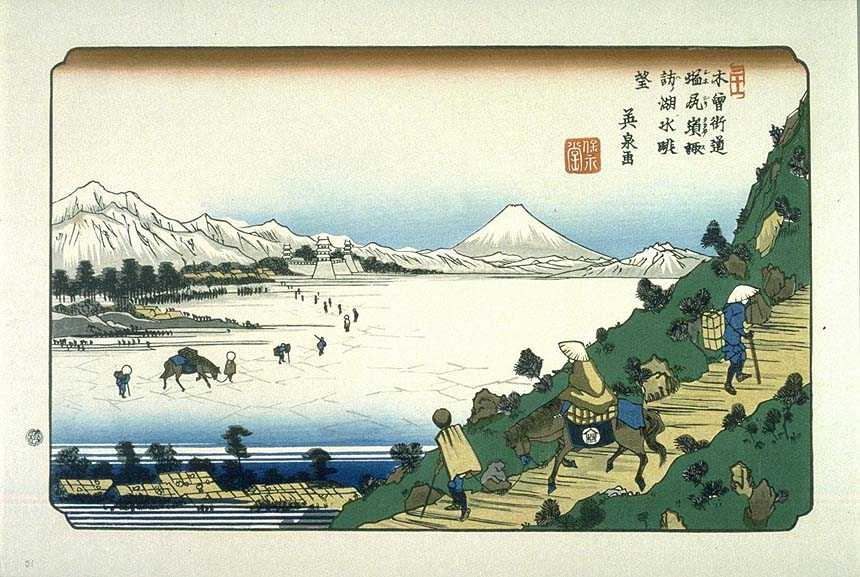
「木曾街道六拾九次 塩尻」（渓斎英泉画）

| 宿場            | 江戸期の行政区分 | 江戸期の行政区分 | 現在の自治体 | 現在の自治体 | 特記事項                      |
| 宿場            | 令制国           | 郡               | 都道府県     | 市区町村     | 特記事項                      |
| --------------- | ---------------- | ---------------- | ------------ | ------------ | ----------------------------- |
| 分岐点：塩尻宿  | 信濃国           | 筑摩郡           | 長野県       | 塩尻市       | 中山道から分岐 塩の道の終点   |
| 1. 松本城下     | 信濃国           | 筑摩郡           | 長野県       | 松本市       |                               |
| 2. 成相新田宿   | 信濃国           | 安曇郡           | 長野県       | 安曇野市     |                               |
| 2. 穂高宿       | 信濃国           | 安曇郡           | 長野県       | 安曇野市     |                               |
| 3. 池田宿       | 信濃国           | 安曇郡           | 長野県       | 池田町       |                               |
| 4. 大町宿       | 信濃国           | 安曇郡           | 長野県       | 大町市       |                               |
| 5. 海ノ口宿     | 信濃国           | 安曇郡           | 長野県       | 大町市       |                               |
| 6. 沢渡・佐野宿 | 信濃国           | 安曇郡           | 長野県       | 白馬村       | 合宿                          |
| 6. 飯田・飯森宿 | 信濃国           | 安曇郡           | 長野県       | 白馬村       | 合宿                          |
| 7. 塩島新田宿   | 信濃国           | 安曇郡           | 長野県       | 白馬村       |                               |
| 8. 千国宿       | 信濃国           | 安曇郡           | 長野県       | 小谷村       | 千国番所                      |
| 9. 来馬宿       | 信濃国           | 安曇郡           | 長野県       | 小谷村       |                               |
| 10. 大網宿      | 信濃国           | 安曇郡           | 長野県       | 小谷村       |                               |
| 11. 山口宿      | 越後国           | 頸城郡           | 新潟県       | 糸魚川市     | 山口関所                      |
| 12. 糸魚川宿    | 越後国           | 頸城郡           | 新潟県       | 糸魚川市     | 北国街道から分岐 塩の道の起点 |

## 文化
人や物資が往来する過程で多くの神社仏閣、道祖神や石仏等が建立、安置されるなど、街道沿いに豊かな文化がはぐくまれてきた。特に安曇野の古社穂高神社や仁科神明宮、若一王子神社への参詣路として重視された。また千国街道で大町に至り、更に上水内郡の西山地域を越える山道は、西国から善光寺への参詣路として頻繁に利用された。こうした信仰の場や史跡は、21世紀の現在も残され保存の対象になっている。過去の文化、風俗等の資料は、塩の道資料館（糸魚川市根知）、千国の庄史料館（小谷村千国）、塩の道博物館（大町市）など各地の資料館にもまとめられ、展示や伝承が行われている。

## 災害
糸魚川-静岡構造線に並行するため、県境付近は地質は脆弱で地形は急峻という厳しい条件下にあり、過去には雪崩災害や山腹崩壊、地すべりなどの土砂災害の被害を受けてきた。1824年には、戸倉山山麓の歩荷宿（ボッカ宿）が雪崩で倒壊し多数の死者を出す被害も見られたほか、20世紀末にも7.11水害により多数の沢筋で土石流が多数発生、街道の一部が寸断された。